# 英力特
宁夏英力特化工股份有限公司 （深交所：000635）是中国深圳证券交易所的一家上市公司，主营业务范围为化学原料及化学制品制造业。
2011年，该公司主营业务收入为2800475936.76元，公司净利润为104418003.36元，公司总资产为3750025785.15元。